# 富山県道9号富山戸出小矢部線
富山県道9号富山戸出小矢部線（とやまけんどう9ごう とやまといでおやべせん）は、富山県富山市と小矢部市を結ぶ県道（主要地方道）である。

## 概要

### 路線データ
- 起点：富山県富山市茶屋町字中之間601番の2[1]（茶屋町交差点、富山県道44号富山高岡線・富山県道321号中沖呉羽線交点）
- 終点：富山県小矢部市大字芹川小字中村4231の3[1]（芹川交差点、富山県道42号小矢部福光線交点）

## 歴史
- 1955年（昭和30年）6月23日：路線認定[1]。
- 1993年（平成5年）5月11日 - 建設省から、県道富山戸出小矢部線が富山戸出小矢部線として主要地方道に指定される[2]。

## 路線状況

### 別名
- 上使街道（富山市）

### バイパス
- 古沢・黒河バイパス（富山市栃谷・栃谷交差点 - 射水市黒河。1992年開通）[3]

- 串田 - 常国間の約1㎞のバイパス（射水市串田 - 高岡市常国。2006年11月30日開通）[4]

### 橋梁
- 中田橋（高岡市下代・上麻生 - 戸出大清水）

### 重複区間
- 富山県道31号小杉婦中線（射水市黒河 地内）
- 富山県道239号井栗谷大門線（射水市串田・串田交差点 - 同市串田・本村交差点）
- 富山県道276号西中大滝線（小矢部市五社・五社（東）交差点 - 同市道明・五社交差点）

## 地理

### 通過する自治体
- 富山市
- 射水市
- 高岡市
- 砺波市
- 高岡市
- 砺波市
- 小矢部市

### 交差する道路
現道部
- 富山県道44号富山高岡線・富山県道321号中沖呉羽線（富山市茶屋町・茶屋町交差点、起点）
  - 上り方向は、富山県道44号富山高岡線への右左折のみ可能。富山県道321号中沖呉羽線への進行は不可
- 富山県道211号吉作小竹線（富山市吉作・吉作交差点）
- 富山県道41号新湊平岡線（富山市東老田・東老田交差点）
- 富山県道347号東老田白石線（富山市東老田・東老田（西）交差点）
- 富山県道62号富山小杉線（富山市中老田・中老田交差点）
- 富山県道31号小杉婦中線［新道部］・富山県道367号串田新黒河線（射水市黒河・黒河（東）交差点）
- 富山県道31号小杉婦中線［現道部］（射水市黒河・黒河交差点）
- 富山県道31号小杉婦中線［現道部］（射水市黒河・黒河新交差点）
- 富山県道348号太閤山戸破線（射水市中太閤山・太閤山交差点）
- 富山県道370号富山庄川小矢部自転車道線（射水市橋下条）
- 国道472号（射水市橋下条・橋下条交差点）
- 富山県道58号高岡小杉線（射水市生源寺・生源寺交差点）
- 富山県道73号高岡青井谷線（射水市生源寺・生源寺（南）交差点）
- 富山県道239号井栗谷大門線（射水市串田・串田交差点）
- 富山県道239号井栗谷大門線（射水市串田・本村交差点）
- 富山県道11号新湊庄川線（高岡市下麻生・中田（北）交差点）
- 富山県道370号富山庄川小矢部自転車道線（高岡市葦附・中田橋（東）交差点）
- 富山県道40号高岡庄川線（高岡市戸出大清水・大清水交差点）
- 富山県道253号戸出停車場線（高岡市戸出町3丁目）
- 国道156号（高岡市戸出町3丁目・戸出狼交差点）
- 富山県道66号高岡砺波線（高岡市醍醐・油屋交差点）
- 富山県道358号横越大滝線（高岡市醍醐）
- 富山県道259号北高木立野線（高岡市醍醐・横越交差点）
- 富山県道48号福光福岡線（砺波市高波・江波交差点）
- 富山県道276号西中大滝線（小矢部市五社・五社（東）交差点）
- 富山県道276号西中大滝線（小矢部市道明・五社交差点）
- 富山県道368号藤森岡線（小矢部市芹川・柳原交差点）
- 富山県道42号小矢部福光線（小矢部市芹川・芹川交差点、終点）

新道部
- 富山県道62号富山小杉線（富山市栃谷・栃谷交差点）
- 富山県道31号小杉婦中線［現道部］（射水市黒河新・黒河（南）交差点）
- 富山県道367号串田新黒河線、富山県道370号富山庄川小矢部自転車道線（射水市黒河）

### 沿線にある施設など
- 呉羽丘陵
- 太閤山ニュータウン
- 富山県立大学
- 太閤山ランド
- 櫛田神社
- 中田ショッピングセンター・アロー
- 庄川
- 高岡機械工業センター
- 戸出工業団地
- JR城端線 戸出駅
- 富山県立高岡南高等学校
- 戸出ショッピングタウン
- あいの風とやま鉄道線